# Sól warzona

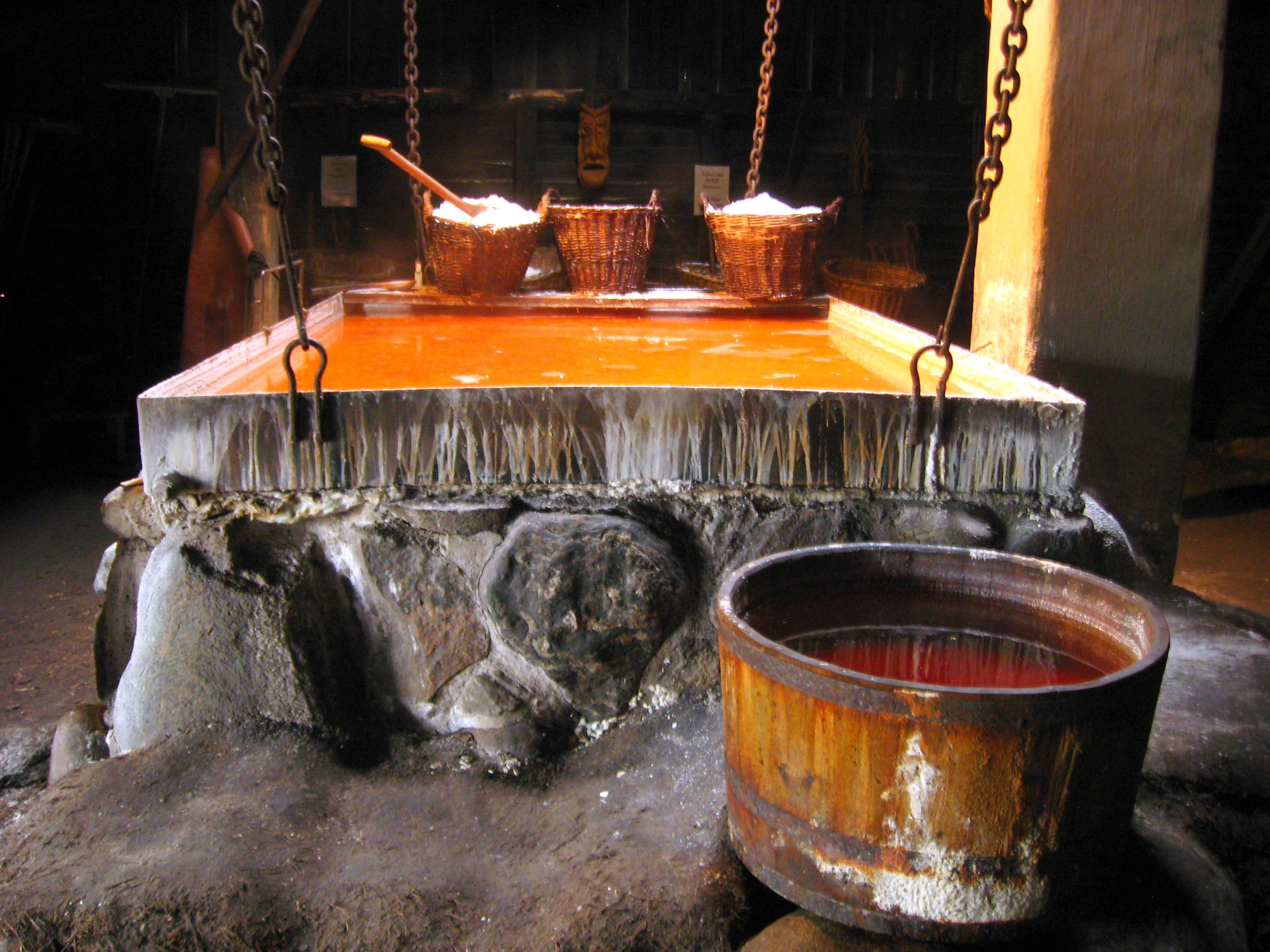
Warzenie soli – skansen na Læsø

Sól warzona (warzonka) – rodzaj soli kuchennej otrzymywany w warzelniach przez oczyszczenie soli kamiennej. Zawiera co najmniej 99,9% chlorku sodu. 
Sól warzona jest stosowana jako przyprawa, składnik wielu przetworzonych produktów spożywczych, a także w urządzeniach zmiękczających wodę. Jej wartość spożywcza jest pogorszona o brak mikroelementów występujących w naturalnej soli kamiennej, natomiast smak poprawiony, bardziej słony w porównaniu z solą kamienną, która może mieć posmak gorzkawy. 
Sól warzona jest czasami sztucznie wzbogacana w związki jodu.